# Эвридика

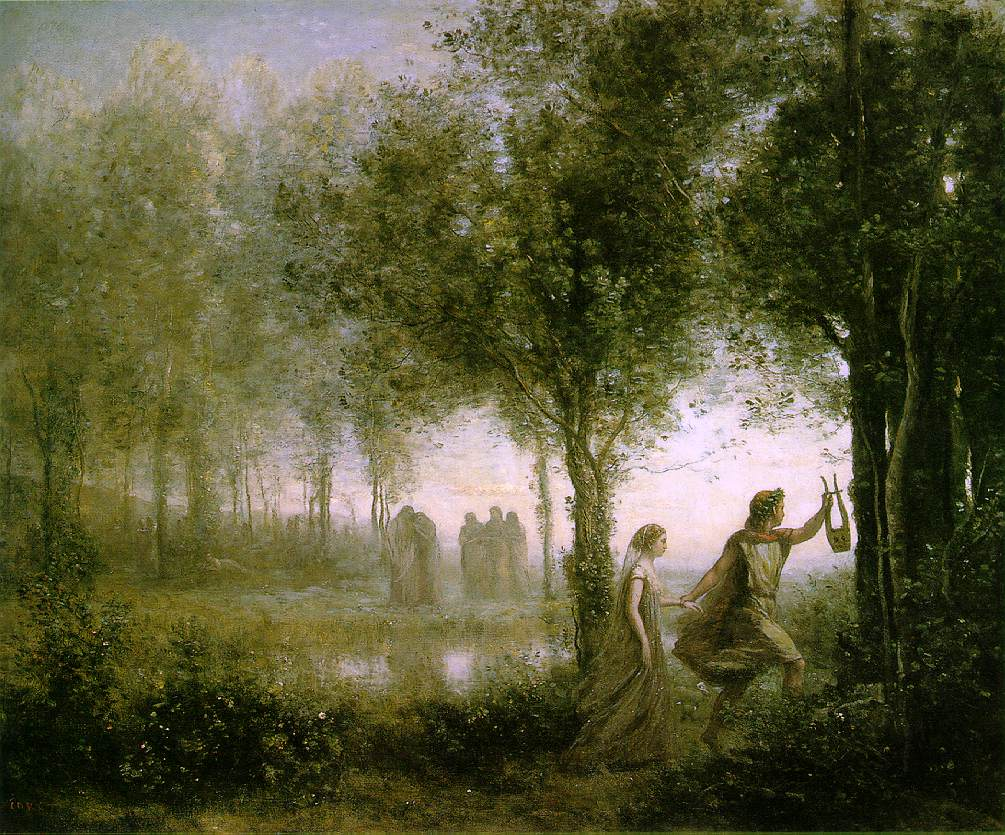
Камиль Коро. «Орфей, выводящий Эвридику из царства мёртвых»

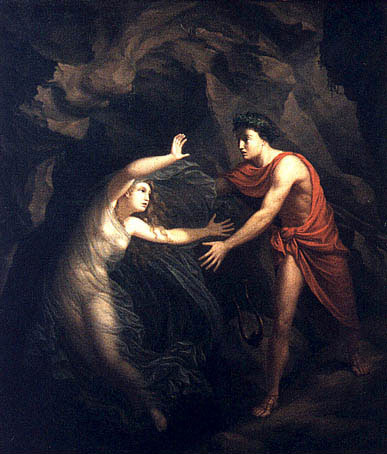

Эвриди́ка (Евридика, др.-греч. Εὐρυδίκη) — в древнегреческой мифологии одна из дриад (лесная нимфа), известная как жена легендарного мифического певца и музыканта Орфея.
По некоторым версиям, дочь Аполлона.
Эвридика была очарована творчеством влюбившегося в неё Орфея, и они поженились. Однако супружеская жизнь молодых была недолгой.
Существуют различные вариации происшедшего, ниже приводится представляющее основной контекст повествования.
Эвридика умерла от укуса ядовитой змеи. Это произошло, когда она с подругами-нимфами водила хороводы в лесу. По версии, приводимой в «Георгиках» Вергилия (и только там), её, прельстившись, преследовал Аристей, когда она наступила на змею.
Орфей, очень любивший свою супругу, был безутешен и не мог примириться с утратой.
Чтобы вернуть её, он отправился в подземное царство мёртвых, куда ему удалось попасть, используя своё творчество, с помощью которого ему также удалось достичь согласия Аида и Персефоны отпустить Эвридику.
Однако, выводя её оттуда, Орфей, не совладав с собой — идёт ли она за ним? — оглянулся на неё, чем нарушил поставленное ему богами условие, и Эвридика навсегда осталась в царстве теней.
И оставшись один, Орфей хранил ей верность.
После его гибели их души встретились в Царстве Мёртвых, теперь они могли быть неразлучны.

## Образ в искусстве
Эвридика, покинувшая царство теней, идеал женской красоты трубадуров: она высока и стройна, у неё гибкая нежная шея, округлые плечи и белокурые волосы.
Живопись
- «Орфей, Эвридика и Аристей» Якопо дель Селлайо (1475—1480)
- «Пейзаж с Орфеем и Эвридикой» Никола Пуссена (1650—1651)
- «Орфей и Эвридика» Федерико Червелли[англ.]
- «Орфей, выводящий Эвридику из царства мёртвых» Камиля Коро

Литература
- «Орфей и Эвридика», поэма Чеслава Милоша (2003)
- «Орфей и Эвридика», поэма Роберта Генрисона (1508)
- «Орфей, Эвридика, Гермес», стихотворение Р. М. Рильке (1904)
- «Новая Эвридика», роман Маргерит Юрсенар (1931)
- «Эвридика», стихи Арсения Тарковского (1961)

Музыка
- «Эвридика», песня советской рок-группы «Диалог», альбом «Диалог 3», 1988 год
- Список опер, сюжет которых основан на истории Орфея и Эвридики[англ.]
- «Эвридика», опера Якопо Пери (1600)
- «Эвридика», опера Джулио Каччини (1602)
- «Орфей», опера Клаудио Монтеверди, (1607)
- «Орфей и Эвридика», опера К. В. Глюка (1762)
- «Орфей и Эвридика, или Душа философа», опера Йозефа Гайдна (1791)
- «Орфей и Эвридика», опера Эрнста Кшенека (1923)
- «Орфей», симфоническая поэма Ференца Листа (1854)
- «Орфей в аду», оперетта Жака Оффенбаха (1858)
- «Танцующие Эвридики[пол.]», песня Анны Герман (1964)
- «Орфей и Эвридика», зонг-опера Александра Журбина (1975)
- «Операция Орфей», визуальная опера Бу Холтена[англ.] (1993)
- «Орфей», песня российской дарквейв группы Otto Dix(2009 г)
- «Орфей и Эвридика», импроопера Юрия Касьяника по поэме Чеслава Милоша (2011)
- «Orpheus and Eurydice», заглавный трек с альбома «Argonautica» (2012) российского электронного дуэта Koan
- Инди-рок группа Arcade Fire использовала изображение скульптуры Огюста Родена «Орфей и Эвридика» для обложки своего четвёртого музыкального альбома Reflektor (2013)
- «Ballantine’s Noize Mc’s Hip-Hopera», рэп-опера Noize MC и Юрия Квятковского (2016)
- «Орфей», песня российской инди-группы «Комсомольск» (2017)
- «Орфей & Эвридика», хипхопера исполнителя Noize MC (2018)
- Рок-опера Ольги Вайнер «Орфей» (2020)

Скульптура
- «Орфей и Эвридика» Антонио Кановы (1775—1776)
- «Умирающая Эвридика» Шарля-Франсуа Лебёфа (1822, собрание Лувра)
- «Орфей и Эвридика», скульптурный рельеф Арно Брекера (1944)
- Фонтан «Прощание с Орфеем»

Театр
- «Hadestown», мюзикл Анаис Митчелл (2016)[13]
- «Эвридика[англ.]», пьеса Жана Ануя (1942)

Кинематограф
- «Орфей» Жана Кокто (1950)
- «Головокружение» Альфреда Хичкока (1958)
- «Чёрный Орфей» — фильм Марселя Камю по пьесе Винисиуса ди Морайса «Чёрный Орфей» («Orfeu da Conceição»)
- "Невидимая жизнь Эвридики" (2019)
- “Kaos”, Netflix (2024)
- "Песочный человек" (2025), в 5 и 6 сериях 2-го сезона.

## В астрономии
В честь Эвридики назван астероид (75) Эвридика, открытый в 1862 году.